# Ardulfurataini Watan
Ardulfurataini Watan (arabiska för "landet med två floder") Iraks nationalsång mellan 1981 och 2004. Texten skrevs av Shafiq Abdul Jabar Al-Kamali och musiken av Walid Georges Gholmieh.
Den har efter 2004 ersatts med Mawtini.